# El Mahmal
El Mahmal è un comune dell'Algeria, situato nella provincia di Khenchela.